# Erysimum etnense
Erysimum etnense — вид квіткових рослин з родини капустяних (Brassicaceae). Іноді вважається синонімом Erysimum bonannianum C.Presl.

## Поширення
Ендемік Сицилії.